# هونغ كواتا
هونغ كواتا (باليابانية: コング桑田؛ بالكانا: こんぐ くわた) هو مغني ومؤدي صوت وممثل ياباني، ولد في 8 أغسطس 1961 في ساكاي في اليابان.

## وصلات خارجية
- هونغ كواتا على موقع IMDb (الإنجليزية)
- هونغ كواتا على موقع ميوزك برينز (الإنجليزية)
- هونغ كواتا على موقع قاعدة بيانات الفيلم (الإنجليزية)
- هونغ كواتا على موقع كينوبويسك (الروسية)
- هونغ كواتا على موقع ANN person (الإنجليزية)